# بوذوية

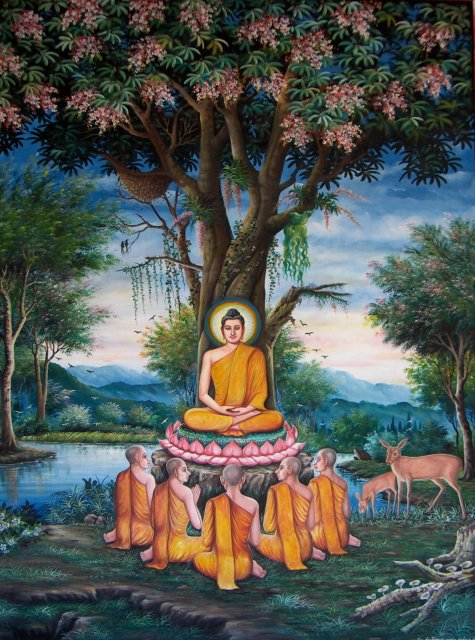
عظة في حديقة الغزلان

البوذوية في البوذية هي حالة التنوير الأمثل.
في البوذية، فإن مصطلح 'بوذا' عادة ما يشير إلى الشخص الذي أصبح مستنيرا (أي تيقظ إلى معرفة الحقيقة، أو دارما).على حسب المذهب البوذي فإن المستوى الذي تتطلبه هذا الحالة من التجرد عن مظاهر الحياة العادية (ممارسة الزهد) يتراوح من لا شيء على الإطلاق إلى الشرط المطلق.
فعلى سبيل المثال فإن تقاليد الثيرافادا البوذية تنص أن الشخص لا يمكن أن يبلغ هذه المرتبة بمفرده دون معلم يرشده إلى الدارما، في وقت كانت فيه تعاليم الحقائق النبيلة الأربع أو الطريق النبيل الثماني لا وجود لها في العالم ويعلمها للآخرين. في المقابل فإن بعض تقاليد الماهايانا البوذية تعتبر البوذوية خاصية فطرية عامة للحكمة المطلقة التي توجد في الحياة الحالية لكل فرد من خلال تطبيق البوذية، من دون أي تنازل للملذات أو الرغبات الدنيوية. وبالتالي فإن هناك طيف واسع للغاية من الآراء حول طريقة تحقيق البوذوية الذي يعتمد على أي المدارس البوذية تتبع.
بشكل أعم، فإنه أحيانا يستخدم للإشارة إلى جميع الذين بلغوا النيرفانا.

## اقرأ أيضاً
- تاتهاتا
- غوتاما بوذا